# Charmaine Sheh
Sheh Sze-man (Charmaine Sheh) (n. 28 de mayo de 1975) es una actriz y cantante hongkonesa, además es una de las artistas contratadas bajo la red TVB, más conocida por sus actuaciones en varias series de televisión producido por TVB desde 1998.

## Biografía
Sheh se graduó en 1994 en el Instituto Internacional de Hotelera Suiza en Lucerna, Suiza, obteniendo un título en hotelería. 

## Carrera

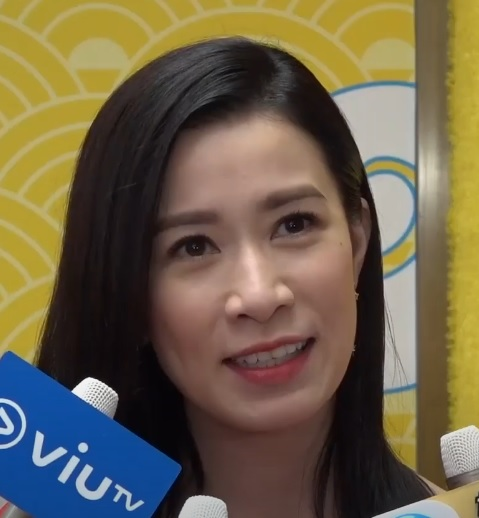
Charmaine Sheh durante una entrevista.

En octubre de 1997, firmó contrato con la red TVB, después de emerger como segunda finalista en 1997 en el concurso Miss Hong Kong. 
En la etapa inicial de su carrera, se caracterizó a menudo por su tímidez, de voz chillona y las críticas de sus dotes interpretativas. Sin embargo, Sheh superó todos estos problemas e hizo su gran avance de su carrera artística en el 2000, tras participar en una serie de televisión titulada Return of the Cuckoo, coprotagonizada por Nancy Sit, Julian Cheung y Steven Ma. Desde entonces, Sheh artísticamente ha crecido a lo largo de los años, para convertirse una de las actrices y cantantes más aclamadas de Hong Kong.
En el 2019 se unirá al elenco principal de la serie The Legend of Xiao Chuo donde dará vida a Xiao Hunian, la hermana y oponente de la Emperatriz Xiao Yanyan (Tiffany Tang).

## Filmografía

### Películas
| Año  | Título (traducción español)     | Título (inglés, oficial) | Título (chino, oficial) | Personaje (chino)      | Notas           |
| ---- | ------------------------------- | ------------------------ | ----------------------- | ---------------------- | --------------- |
| 2000 | La luna del Valle Feliz         | Perfect Match            | 跑馬地的月光            | Yip Ah-Woon (葉阿媛)   |                 |
| 2001 | La luna llena abraza el Sai Wan | Blue Moon                | 月滿抱西環              | Wong Mei-moon (王美滿) |                 |
| 2002 | Los hombres y mujeres ambiguos  | Love is Butterfly        | 飄忽男女                | Sprite Yeung (楊雪碧)  |                 |
| 2007 | La diosa de la cocina más linda | The Lady Iron Chef       | 美女食神                | Siu Ah-si (蕭阿詩)     |                 |
| 2010 | La 72 familias de inquilinos    | 72 Tenants of Prosperity | 72家租客                | Tia Ocho (八姑)        | Actriz invitada |
| 2011 | Una cita después del divorcio   | Love is the Only Answer  | 人約離婚後              | Bobo (阿寶)            |                 |
| 2015 | Al Cielo                        | Triumph in the Skies     | 衝上雲霄                | Cassie Poon (潘家詩)   |                 |
| 2015 | La luna del 5 octubre           | Return of the Cuckoo     | 十月初五的月光          | Chuk Kwan-ho (祝君好)  |                 |

### Telenovelas (TVB)
| Año  | Título (traducción español)                           | Título (inglés, oficial)                     | Título (chino, oficial) | Personaje (chino)                                            | Notas |
| ---- | ----------------------------------------------------- | -------------------------------------------- | ----------------------- | ------------------------------------------------------------ | --- |
| 1999 | Zorro volador de la Montaña Nevada                    | Flying Fox of Snowy Mountain 1999            | 雪山飛狐                | Miu Yeuk-lan (苗若蘭 )                                       | |
| 1999 | Archivos de investigaciones delitos graves IV         | Detective Investigation Files IV             | 刑事偵緝檔案IV          | Man Yuen-lan (文婉蘭)                                        | |
| 2000 | Hay una segunda toma en la vida                       | Time Off                                     | 生命有TAKE2             | Ada Mak (麥婉儀)                                             | |
| 2000 | Sable de sangre carmesí                               | Crimson Sabre                                | 碧血劍                  | Princesa Changping / La Nueve (長平公主/阿九)                | |
| 2000 | La luna del 5 octubre                                 | Return of the Cuckoo                         | 十月初五的月光          | Chuk Kwan-ho                                                 | TVB Anniversary Award for My Favourite Television Character TVB Anniversary Award for My Favourite On-Screen Partners (Dramas) |
| 2001 | Las siete hermanas                                    | Seven Sisters                                | 七姊妹                  | Wong Yuk-jam                                                 | |
| 2001 | La leyenda del cielo y el matando al dragón           | The Heaven Sword and Dragon Saber            | 倚天屠龍記              | Chow Chi-yeuk                                                | |
| 2001 | El vino del campo es más fino                         | Country Spirit                               | 酒是故鄉醇              | Lai Sun-fung (黎順風)                                        | TVB Anniversary Award for My Favourite Television Character Nominated – TVB Anniversary Award for Best Actress (Top 5) |
| 2001 | El diario de las ropas rojas                          | The White Flame                              | 紅衣手記                | Charlie Yoh (郁采玲)                                         | |
| 2002 | La reina del palacio este sin cabeza                  | Love Is Beautiful                            | 無頭東宮                | Chu-Chu que cambia su cara (變臉楚楚)                        | Actriz invitada |
| 2002 | Amor del armario con cien compartimientos             | A Herbalist Affair                           | 情牽百子櫃              | Ruby Ng Sin-yu (吳倩如)                                      | Nominated – TVB Anniversary Award for Best Actress Nominated – TVB Anniversary Award for My Favourite Television Character |
| 2002 | Casos de injusticia rectificados II                   | Witness to a Prosecution II                  | 洗冤錄II                | Yuen Yuk-chu (阮玉珠)                                        | |
| 2003 | La flor de la hija del emperador                      | Perish in the Name of Love                   | 帝女花                  | Princesa Changping (長平公主)                                | TVB Anniversary Award for My Favourite Television Character Nominated – TVB Anniversary Award for Best Actress (Top 5) |
| 2003 | Joven maestro del Sai Guan                            | Point of No Return                           | 西關大少                | Ho Seung-hei                                                 | |
| 2003 | Mediana edad como una Dlor                            | Life Begins at Forty                         | 花樣中年                | Kelly Kwan Tze-kei                                           | Nominated – TVB Anniversary Award for Best Actress |
| 2004 | Ángeles sin nombre 3D                                 | Angels of Mission                            | 無名天使3D              | Yiu Lai-fa (姚麗花)                                          | |
| 2004 | Flor dorada, deseo y mal                              | War and Beauty                               | 金枝慾孽                | Tung-Kai Yee-Sun, Señora Honorable Sun (董佳·爾淳，淳貴人)   | TVB Anniversary Award for Best Drama TVB Anniversary Award for My Favourite Television Character Nominated – TVB Anniversary Award for Best Actress (Top 5) Nominated – TVB Anniversary Award for My Favourite On-Screen Partners (Dramas) |
| 2005 | Sabroso sabroso                                       | Yummy Yummy                                  | Yummy Yummy             | Mandy Chow Man-hei                                           | Nominated – TVB Anniversary Award for Best Actress (Top 10) |
| 2005 | Siempre listo                                         | Always Ready                                 | 隨時候命                | Carrie Hong Yau-nam                                          | |
| 2005 | Arma impresionante                                    | Strike at Heart                              | 驚艷一槍                | Siu Keng                                                     | |
| 2006 | Lluvia y nubes                                        | Lethal Weapons of Love and Passion           | 覆雨翻雲                | Chun Mung-yiu                                                | |
| 2006 | Baile del fuego, arena amarilla                       | The Dance of Passion                         | 火舞黃沙                | Ka Chun-fen (家春分)                                         | Nominated – TVB Anniversary Award for Best Actress (Top 20) Nominated – TVB Anniversary Award for My Favourite Female Character (Top 20) |
| 2006 | Cuarteto del fénix                                    | Maidens' Vow                                 | 鳳凰四重奏              | Ngai Yu-fung / Wong Tze-kwan / Jenny Bak Wai-jan / Dai Si-ga | TVB Anniversary Award for Best Actress TVB Anniversary Award for My Favourite Female Character |
| 2006 | Perla del este                                        | Glittering Days                              | 東方之珠                | Chu Yuk-lan (Fan Lan)                                        | Nominated – TVB Anniversary Award for Best Actress (Top 5) Nominated – TVB Anniversary Award for My Favourite Female Character (Top 5) |
| 2007 | Años de la tormenta                                   | The Drive of Life                            | 歲月風雲                | Wing Sau-fung                                                | |
| 2007 | Boca de hierro y dientes de plata                     | Word Twisters' Adventures                    | 鐵咀銀牙                | Lap-lan Ching-ching                                          | Nominated – TVB Anniversary Award for My Favourite Female Character (Top 5) |
| 2008 | Pioneros del forense II                               | Forensic Heroes II                           | 法證先鋒II              | Bell Ma Kwok-ying (馬幗英)                                   | Nominated – TVB Anniversary Award for Best Actress (Top 10) |
| 2008 | Llueve en las montañas del este, hace sol en Sai Guan | When Easterly Showers Fall on the Sunny West | 東山飄雨西關晴          | Yip Heung-ching                                              | |
| 2009 | Genios del comercio                                   | You're Hired                                 | 絕代商驕                | Lam Miu-miu                                                  | Nominated – TVB Anniversary Award for My Favourite Female Character (Top 5) |
| 2009 | Intrigas y esquemas en el palacio                     | Beyond the Realm of Conscience               | 宮心計                  | Lau Sam-ho                                                   | South Korea Seoul International Drama Awards: The Most Beloved Asian Stars and Hong Kong Best Star Nominated – TVB Anniversary Award for Best Actress (Top 5) Nominated – TVB Anniversary Award for My Favourite Female Character (Top 5) Nominated – Ming Pao Anniversary Awards for Outstanding Actress in Television |
| 2010 | Aquí viene la princesa                                | Can't Buy Me Love                            | 公主嫁到                | Princesa Chiu-yeung (昭陽公主)                               | TVB Anniversary Award for Best Drama Power Academy Award for Outstanding Actress in Television Asian Television Award for Best Actress in a Leading Role TVB Anniversary Award for My Favourite Female Character Malaysia Astro MY AOD Favourite Award for Best Actress Malaysia Astro MY AOD Favourite Awards: Top 10 Favourite TV Characters Ming Pao Anniversary Awards for Outstanding Actress in Television Ming Pao Anniversary Awards for My Most Supportive Performance Singapore StarHub TVB Award: Best TV Actress Singapore StarHub TVB Award: Favourite On Screen Couple South Korea Seoul International Drama Awards: The Most Beloved Asian Stars and Hong Kong Best Star Nominated – TVB Anniversary Award for Best Actress (Top 5) |
| 2011 | Mundo de las flores, hermana Fah                      | My Sister of Colourful World                 | 花花世界花家姐          | Fah Lai-chu (花麗珠)                                         | Nominated – TVB Anniversary Award for Best Actress (Top 15) |
| 2011 | El cielo y la tierra                                  | When Heaven Burns                            | 天與地                  | Hazel Yip Chi-yan (葉梓恩)                                   | TVB Anniversary Award for Best Drama Nominated – TVB Anniversary Award for Best Actress (Top 5) Nominated – TVB Anniversary Award for My Favourite Female Character (Top 10) Nominated – My AOD Favourite Award for Best Actress (Top 5) Nominated – My AOD Favourite Award for Top 15 Character |
| 2012 | Cuatro en el amor                                     | Let It Be Love                               | 4 In Love               | Chloe Tung Oi-ying                                           | Nominated – My AOD Favourite Award for Best Screen Couple |
| 2014 | Apóstoles caminantes                                  | Line Walker                                  | 使徒行者                | Ting Siu-ka (丁小嘉)                                         | Singapore Starhub TVB Awards for Best Actress Singapore Starhub TVB Awards for My Top 6 Favourite Female TV Character TVB Star Awards Malaysia for Most Favourite Leading Actress TVB Star Awards Malaysia for My Top 15 Favourite TV Character Nominated – TVB Star Awards Malaysia for Most Favourite On-Screen Couple with Raymond Lam (Top 3) TVB Anniversary Award for Best Actress TVB Anniversary Award for My Favourite Female Character TVB Anniversary Award for Best Drama 15th Huading China Award 2015 for Best TV Series Actress Weibo's Star 2014 for Weibo's Powerful TV Drama Weibo's Star 2014 for Weibo's Powerful TV Female Character Weibo's Star 2014 for Weibo's Powerful On-Screen Couple (with Raymond Lam)               |
| 2017 | Encuentro de héroes en la ciudad del juego            | Bet Hur                                      | 賭城群英會              | Si Siu-Tung (施小東)                                         | |
| 2017 | Generación de la exageración                          | My Ages Apart                                | 誇世代                  | Mujer Hermosa (靚女)                                         | Actriz invitada |

### Telenovelas (China)
| Año    | Título (traducción español)            | Título (inglés)                | Título (chino, oficial) | Personaje (chino)                  | Notas |
| ------ | -------------------------------------- | ------------------------------ | ----------------------- | ---------------------------------- | ----- |
| 2003   | Sueños capitales del Jiangnan          | Empress, Emperor down Jiangnan | 江南京華夢              | Reina (皇后)/Zhixia (紫霞)         |       |
| 2007   | Llévame a aolar, llévame lejos de aquí |                                | 帶我飛帶我走            | Qin Fang (秦芳)                    |       |
| 2011   | La mujer alguacil con una espada       |                                | 帶刀女捕快              | Qin Fang (秦芳)                    |       |
| 2012   | Justicia, mi pie                       | Justice, My Foot               | 審死官                  | Wanzhong Wuyi (萬中無一)           |       |
| 2012   | Casar con una familia rica             | Marry into the Purple          | 嫁入豪門                | Shen Yingxiu (沈盈秀)              |       |
| 2013   | La leyenda de Kublai Kan               | The Legend of Kublai Khan      | 忽必烈傳奇              | Chabi (察必)                       |       |
| 2018   | Conquista del Palacio Yanxi            | Story of Yanxi Palace          | 延禧攻略                | Hoifa-Nara Shushen (輝發那拉.淑慎) | [ 2 ] |
| 2019 - | La terraza Yanyun                      | The Legend of Xiao Chuo        | 燕雲台                  |                                    |       |
| TBA    | Acerca de todos a Doctor Tang          | Dr. Tang                       | 關於唐醫生的一切        |                                    | [ 3 ] |

### Apariciones en programas de variedades
| Año  | Programa                                     | Episodios     | Otros invitados | Resultado                     |
| 1997 | Super Trio Series 2: Movie Buff Championship | 18            | Florence Kwok, Joey Leung, Shen Yu, Eddie Ng, Athena Chu                                                                                              | Charmaine Sheh                |
| 2000 | The Super Trio Show                          | 06            | Julian Cheung, Calvin Choy, Sherming Yiu, Yuen Wah, Liz Kong                                                                                          | Charmaine Sheh, Julian Cheung |
| 2002 | A Trio Delights                              | 03            | Timmy Hung, Ken Wong, Stephanie Che, Louis Yuen, Cutie Mui                                                                                            | Louis Yuen                    |
| 2004 | The Super Trio Continues                     | 07            | Michael Tao, Kenix Kwok, Cheung Tat-Ming, Wong Ceng, Nnadia Chan                                                                                      | Charmaine Sheh, Michael Tao   |
| 2007 | Foodie 2 Shoes                               | 19, 20        | Chin Ka Lok, Edmond Leung, Vanessa Yeung | Charmaine Sheh, Chin Ka Lok   |
| 2008 | Super Trio Supreme                           | 01            | Bosco Wong, Michael Miu, Cutie Mui, Johnny Tang, Krystal Tin, Tiffany Hew, Cleo Tay, Crystal Wong                                                     | Charmaine Sheh, Cutie Mui     |
| 2008 | Deal or no Deal                              | Unknown       | Derek Kwok, Kenny Wong, Joel Chan | HK$500,000                    |
| 2009 | Are You Smarter Than a 5th Grader?           | 05, 06        | | HK$175,000 (Levels 8/11)      |
| 2009 | Beautiful Cooking II                         | 22            | Amiee Chan, Carrie Lam | Charmaine Sheh                |
| 2010 | Super Trio Game Master                       | 20            | Moses Chan, Kenneth Ma, Raymond Wong, Lee Heung Kam, Louis Yuen, Selena Li, Susan Tse, Lee Kwok Leung, Edwin Siu, Elaine Yiu, Yoyo Chen, Charmaine Li | Tie                           |
| 2011 | All Star Glam Exam                           | 08            | Ekin Cheng, Eric Kot, Fala Chen | Charmaine Sheh                |
| 2013 | Super Trio Maximus                           | 22            | Annie Ma, Timmy Hung, Sherming Yiu, Janet Chow, Angela Tong, Toby Leung, Margaret Chung, Joe Ma, Him Law, Oscar Leung                                 | Tie                           |
| 2017 | Ace vs Ace                                   | 1             | |                               |
| 2018 | Chef Nic (十二道锋味)                        |               | |                               |
| 2019 | Keep Running                                 | 1 (ep.# 7.05) | Wu Jinyan y Jenny Zhang | [ 4 ]                         |

## Discografía
| Título en chino | Título en inglés                    | De                                                           | Realización con                          |
| --------------- | ----------------------------------- | ------------------------------------------------------------ | ---------------------------------------- |
| 帝女芳魂        | The Fragrance of the Princess' Soul | Theme song for Perish in the Name of Love                    | Steven Ma                                |
| 星星的加冕      | Crowning of Stars                   | Theme song for HK Children's version of Jewel in the Palace  |                                          |
| 與朋友共        | With Friends                        | Theme song for Yummy Yummy – Food for Life                   | Raymond Lam, Kevin Cheng and Tavia Yeung |
| 黃沙中的戀人    | Lovers of the Golden Sands          | Ending song for The Dance of Passion                         |                                          |
| 出走的公主      | Runaway Princess                    | Theme song for Runaway Princess (Thai series)                |                                          |
| 蝶變            | Butterfly Changes                   | Theme song for Maidens' Vow                                  |                                          |
| 禁戀            | Forbidden Love                      | Ending song for Maidens' Vow                                 |                                          |
| 等你            | Waiting for You                     | Ending song for Forensic Heroes II                           |                                          |
| 陪你哭也只得我  | I Am the Only One to Cry with You   | Ending song for When Easterly Showers Fall on the Sunny West | Joe Ma                                   |
| 風車            | (Red) Pinwheel                      | Ending song for Beyond the Realm of Conscience               |                                          |

### Otras canciones
| Año  | Título                            | Álbum                                                  | Notas                                                                                 |
| ---- | --------------------------------- | ------------------------------------------------------ | ------------------------------------------------------------------------------------- |
| 2020 | Let the World Be Filled With Love | Lanzado por China Federation of Literary & Art Circles | (Canción para apoyar a quienes luchan contra el coronavirus) - junto a otros artistas |

## Premios
| Año  | Premio                                                                                 | Obra 代表作                    |
| ---- | -------------------------------------------------------------------------------------- | ------------------------------ |
| 1997 | Miss Hong Kong pageant 2nd runner-up                                                   |                                |
| 2000 | Hong Kong TVB 33rd Anniversary: My Favorite Character Award                            | Return of the Cuckoo           |
| 2000 | Hong Kong TVB 33rd Anniversary: My Favorite Partnership Award                          | Return of the Cuckoo           |
| 2001 | Hong Kong TVB 34th Anniversary: My Favorite Character Award                            | Country Spirit                 |
| 2002 | Hong Kong Next Magazine Award Top Ten Artistes Ranked No. 10                           |                                |
| 2003 | Hong Kong MSN Messenger Dream Lover Ranking: TV Female Artistes Category #01           |                                |
| 2003 | Hong Kong Next Magazine Award Top Ten Artistes Ranked No. 10                           |                                |
| 2003 | Hong Kong TVB 36th Anniversary: My Favourite Character Award                           | Perish in the Name of Love     |
| 2004 | Hong Kong Next Magazine Award Top Ten Artistes Ranked No. 06                           |                                |
| 2004 | Hong Kong Filmart: Top Five Most Bankable Hong Kong TV Female Artistes #03             |                                |
| 2004 | Hong Kong TVB 37th Anniversary: My Favourite Character Award                           | War and Beauty                 |
| 2004 | Metro Radio Black and White Television Characters Awards: White Award #1               | War and Beauty                 |
| 2004 | Malaysia Astro TV Drama Award: Favourite TV Character Award                            | Perish in the Name of Love     |
| 2005 | Hong Kong Next Magazine Award Top Ten Artistes Ranked No. 04                           |                                |
| 2005 | Malaysia Astro TV Drama Award: Best Actress Award                                      | War and Beauty                 |
| 2005 | Malaysia Astro TV Drama Award: Favourite TV Character Award                            | War and Beauty                 |
| 2005 | Malaysia Astro TV Drama Award: Favourite Couple Award                                  | Point of No Return             |
| 2006 | Hong Kong Metro Radio: Top Ten Television Artistes                                     |                                |
| 2006 | Hong Kong Next Magazine TV Award Top Ten Artistes Ranked No. 09                        |                                |
| 2006 | Malaysia Astro TV Drama Award: Favourite TV Character Award                            | Yummy Yummy – Food for Life    |
| 2006 | China TV Drama Award: Most Popular TV Drama Actress for Hong Kong Region               |                                |
| 2006 | Hong Kong TVB 39th Anniversary: Best Actress Award                                     | Maidens' Vow                   |
| 2006 | Hong Kong TVB 39th Anniversary: My Favourite Female TV Character Award                 | Maidens' Vow                   |
| 2006 | Hong Kong Annual Artiste Award: Best TV Actress Award – Gold                           |                                |
| 2006 | Hong Kong Annual Artiste Award: Best Newcomer Singer Award – Bronze                    |                                |
| 2006 | China Eric Tom "Hero" Award: Top Four Female Chinese Artistes (Fa Dan)                 |                                |
| 2007 | Hong Kong Next Magazine Awards Top Ten Artistes Ranked No. 01                          |                                |
| 2007 | Hong Kong Next Magazine Awards: Philips Extraordinary Acting Award                     |                                |
| 2007 | Hong Kong Spa Treatment Award Most Perfect Body / Appearance Award                     |                                |
| 2007 | Hong Kong TVB Children's Song Award – Top Ten Favourite Children Song                  | Crowning of Stars 星星的加冕   |
| 2007 | Hong Kong TVB Children's Songs Award – Gold                                            | Crowning of Stars 星星的加冕   |
| 2007 | Hong Kong Metro Hit Radio Children Songs Award – Best Song Award                       | Crowning of Stars 星星的加冕   |
| 2007 | Hong Kong Metro Hit Radio Children Song Award – Top Ten Children's Songs               | Crowning of Stars 星星的加冕   |
| 2007 | Hong Kong Metro Hit Radio Children Songs Award – Best Female Singer                    | Crowning of Stars 星星的加冕   |
| 2007 | China QQ Entertainment Award – Most Favourite Hong Kong TV Actress                     |                                |
| 2007 | Singapore i-Weekly Magazine – Most Loved Hong Kong Actress Ranked No. 02               |                                |
| 2007 | Hong Kong TVB Award – Long Service Award                                               |                                |
| 2008 | Malaysia Astro TV Drama Award: Favourite TV Character Award                            | The Dance of Passion           |
| 2008 | Hong Kong-Asia Film Financing Forum – Top Six Most Popular Hong Kong TV Female Artists |                                |
| 2008 | Hong Kong Next Magazine Awards: Top Ten Artists Ranked #05                             |                                |
| 2008 | Hong Kong Next Magazine Awards: RMK High Definition Skin Award                         |                                |
| 2008 | Singapore i-Weekly Magazine – Most Loved Hong Kong Actress Ranked No. 01               |                                |
| 2008 | Yahoo Buzz Award – Most Searched TV Female Artist Award                                |                                |
| 2008 | Annual Golden TVS Award – Most Popular HK-Taiwan TV Actress                            |                                |
| 2009 | Malaysia Astro WLT TV Drama Award: Favourite TV Character Award                        | The Drive of Life              |
| 2009 | Malaysia Astro WLT TV Drama Award: Favourite On Screen Kiss                            | The Drive of Life              |
| 2009 | Hong Kong Next Magazine Awards: Top Ten Artists Ranked #08                             |                                |
| 2009 | Hong Kong Next Magazine Awards: Philips Charismatic Stars Award                        |                                |
| 2010 | Singapore StarHub TVB Award: Best TV Actress Award                                     | Forensic Heroes II             |
| 2010 | Singapore StarHub TVB Award: Favourite Female TV Character Award                       | Forensic Heroes II             |
| 2010 | Seoul International Drama Awards: The Most Beloved Asian Stars and Hong Kong Best Star | Beyond The Realm of Conscience |
| 2010 | Hong Kong Next Magazine Awards: Top Ten Artist Ranked #03                              |                                |
| 2010 | Power Academy Award for Outstanding Actress in Television                              | Can't Buy Me Love              |
| 2010 | Cosmopolitan Fun Fearless Awards, TV Personality of the Year                           |                                |
| 2010 | Hong Kong TVB 43rd Anniversary: My Favourite Female TV Character Award                 | Can't Buy Me Love              |
| 2010 | Malaysia Astro MY AOD Favourite Awards: Best Actress Award                             | Can't Buy Me Love              |
| 2010 | Malaysia Astro MY AOD Favourite Awards: Top 10 Favorite TV Character                   | Can't Buy Me Love              |
| 2011 | Singapore StarHub TVB Award: Best TV Actress Award                                     | Can't Buy Me Love              |
| 2011 | Singapore StarHub TVB Award: Favourite On Screen Couple                                | Can't Buy Me Love              |
| 2011 | Seoul International Drama Awards: The Most Beloved Asian Stars and Hong Kong Best Star | Can't Buy Me Love              |
| 2011 | Hong Kong Next Magazine Awards: Top Ten Artist Ranked #01                              |                                |
| 2011 | 16th Asian Television Award: Best Actress                                              | Can't Buy Me Love              |
| 2012 | Hong Kong Next Magazine Awards: Top Ten Artist Ranked #02                              | When Heaven Burns              |
| 2012 | Hong Kong Next Magazine Awards: GlamSmile Best Smile Award                             |                                |
| 2012 | Cosmo 2012                                                                             | When Heaven Burns              |
| 2012 | Yahoo: Best TVB Leading Actress                                                        | When Heaven Burns              |
| 2013 | Marie Clare Magazine: Fashion Icon                                                     |                                |
| 2014 | Starhub TVB Awards: Best TV Actress                                                    | Line Walker                    |
| 2014 | Starhub TVB Award: My Top 6 Favourite Female Character                                 | Line Walker                    |
| 2014 | Astro TVB Star Award: Best TV Actress                                                  | Line Walker                    |
| 2014 | Astro TVB Star Award: My Top 15 Favourite TV Character                                 | Line Walker                    |
| 2014 | TVB Weekly Brand Award 2014: Advertising Queen                                         |                                |
| 2014 | Yahoo Buzz Asia Award: Most Searched TV Female Artist Award                            |                                |
| 2014 | TVB 47th Anniversary Award: Best Actress                                               | Line Walker                    |
| 2014 | TVB 47th Anniversary Award: My Favorite Female Character                               | Line Walker                    |
| 2014 | Most Popular TVB Actress In Mainland China                                             |                                |
| 2015 | Huading 15th Award 2015: Best Chinese TV Actress                                       | Line Walker                    |
| 2015 | Weibo Star Awards 2014: Weibo's Powerful TV Female Character                           | Line Walker                    |
| 2015 | Weibo Star Awards 2014: Weibo's Powerful On-Screen Couple (with Raymond Lam)           | Line Walker                    |

### Sesiones fotográficas
- 2019: Sense Magazine (octubre)